# Prelatura territorial de Schneidemühl
La prelatura territorial de Schneidemühl o de Piła (en latín: Territorialis Praelatura Schneidemühlensis, en alemán: Freie Prälatur Schneidemühl y en polaco: Niezależna Prałatura Pilska) fue una circunscripción eclesiástica de la Iglesia católica en Alemania, cuyo territorio forma hoy parte de Polonia. Se trataba de una prelatura territorial latina, sufragánea de la arquidiócesis de Breslavia. Fue suprimida el 28 de junio de 1972.

## Territorio y organización

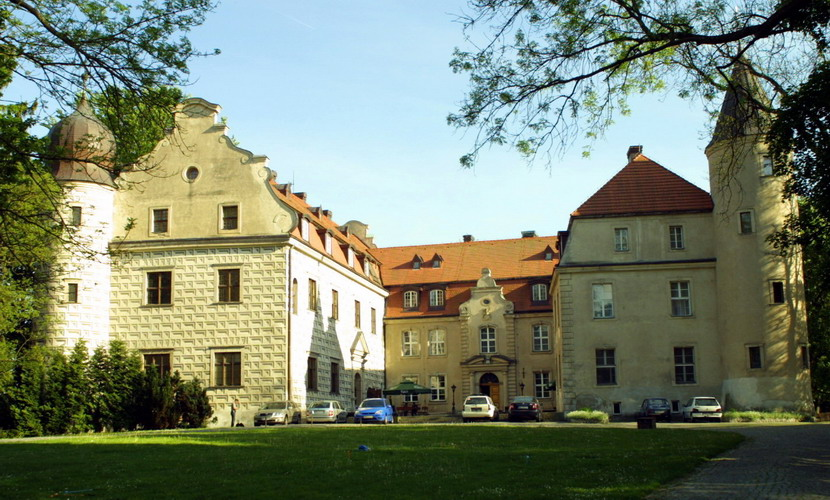
Castillo de Tuczno, sede de los administradores apostólicos de Tütz desde 1923 hasta 1927

La prelatura territorial tenía 9601 km² y extendía su jurisdicción sobre los fieles católicos de rito latino residentes en cuatro territorios no contiguos a lo largo de la frontera que separaba Alemania de Polonia, que hoy se reparten entre los voivodatos de: Pomerania Occidental, Gran Polonia, Lubusz y Pomerania. Desde el 28 de junio de 1972 su territorio se reparte entre las diócesis de Zielona Góra-Gorzów y Koszalin-Kołobrzeg.

Provincia de Posen-Prusia Occidental, creada en 1922

La sede de la prelatura territorial se encontraba en la ciudad de Schneidemühl (en polaco: Piła), en donde se hallaba la Catedral de la Sagrada Familia (hoy una parroquia perteneciente a la diócesis de Koszalin-Kołobrzeg).
En 1958 en la prelatura territorial existían 100 parroquias. En 1933 existían 74 parroquias agrupadas en 8 decanatos [entre paréntesis sus actuales nombres polacos]: Schneidemühl (Piła), Bomst (Babimost), Schlochau (Człuchów), Lauenburg in Pommern-Bütow (Lębork-Bytów), Betsche (Pszczew), Deutsch Krone (Wałcz), Fraustadt (Wschowa) y Flatow (Złotów).

## Historia

### En territorio alemán
Ocupada por los ejércitos alemán y austrohúngaro en el verano de 1915, Polonia (hasta entonces territorio del Imperio ruso) fue proclamada reino independiente por las potencias ocupantes el 5 de noviembre de 1916 y al finalizar la Primera Guerra Mundial recuperó su independencia el 11 de noviembre de 1918 (Segunda República polaca). El Tratado de Versalles de 1919 convalidó la restauración de la nación polaca, que no existía como un estado libre desde principios del siglo XIX, con territorios escindidos de los tres imperios suprimidos: el alemán, el austrohúngaro y el ruso.
Los territorios de la arquidiócesis de Gniezno y Poznan y de la diócesis de Culm (en polaco: Chełmno) se incluyeron en la nueva Polonia. Sin embargo, partes de estas circunscripciones permanecieron en territorio de la nueva Alemania (la República de Weimar) a causa de la nueva frontera interestatal. Se trataba de la provincia de Marca Fronteriza de Posen-Prusia Occidental (con 7695 km²), perteneciente a la arquidiócesis de Gniezno y Poznan (Gnesen-Posen en alemán), y los distritos (en alemán: kreis) de Stolp, Lauenburg in Pommern y Bütow, en la provincia de Pomerania, perteneciente a la diócesis de Culm.
El 1 de diciembre de 1920 el arzobispo Edmund Dalbor de Gniezno-Poznan nombró un delegado (el presbítero Robert Weimann, excanónigo de Poznan) con los poderes de un vicario general para los cinco decanatos con 45 parroquias y con entre 80 000 y 100 000 fieles católicos. El obispo Augustinus Rosentreter de Culm, sin embargo, se negó a separar los tres decanatos en los distritos de Lauenburg in Pommern y Bütow y en Pomerania, con alrededor de 40 000 católicos. 
El 1 de mayo de 1923 la Santa Sede erigió los territorios de la provincia de Marca Fronteriza de Posen-Prusia Occidental y los distritos de Lauenburg in Pommern y Bütow en administración apostólica con sede en la ciudad de Tütz (en polaco: Tuczno) que contaba con 332 443 habitantes, y nombró a Robert Weimann como primer administrador apostólico. Dos años después Weimann murió en Múnich y le sucedió el presbítero Maximilian Kaller, quien el 1 de julio de 1926 trasladó la sede de la administración apostólica a Schneidemühl, que era la capital de la provincia de Marca Fronteriza de Posen-Prusia Occidental. 
Tras el concordato con Prusia del 14 de junio de 1929 y con la bula Pastoralis officii nostri del papa Pío XI del 13 de agosto de 1930, la administración apostólica fue transformada en prelatura nullius de Schneidemühl, sufragánea de la arquidiócesis de Breslavia (entonces también territorio alemán), al mismo tiempo elevada al rango de sede metropolitana. La iglesia de la Sagrada Familia fue erigida como catedral de la prelatura y Franz Hartz, canónigo del capítulo de la catedral de Berlín, fue nombrado primer prelado. El prelado tenía los mismos poderes y deberes que el ordinario de una diócesis. Además, tenía derecho a ser miembro de la Conferencia Episcopal Alemana con derecho a voto. La bula también definió el territorio de competencia de la prelatura, formado por los decanatos de Betsche, Bomst, Deutsch Krone, Flatow, Fraustadt, Lauenburg in Pommern, Schlochau y Schneidemühl. El distrito de Stolp (que hasta 1923 había formado parte de la diócesis de Culm, ubicado al noreste en Pomesania), fue incorporado a la diócesis de Varmia.
El prelado Franz Hartz permaneció en el cargo hasta enero de 1945, cuando tuvo que huir, con la población alemana de la prelatura, ante el avance del Ejército Rojo soviético y quedó varado en Fulda al final de la Segunda Guerra Mundial. Murió el 15 de febrero de 1953 sin haber nunca renunciado oficialmente.

### En territorio polaco
Tras la ocupación soviética y los tratados de paz que siguieron a la Segunda Guerra Mundial y el nacimiento de la nueva frontera estatal entre Alemania y Polonia en la línea Óder-Neisse, la prelatura se encontró completamente en el estado polaco. Sin embargo, el establecimiento de los regímenes comunistas impidió cualquier negociación para la reorganización de los territorios de las diócesis involucradas; este punto muerto duró hasta 1972.
En marzo de 1945 Polonia anexó el área y las nuevas autoridades polacas expulsaron a la mayoría de la población alemana restante y superviviente a la Alemania ocupada por los aliados entre 1945 y 1948. Los católicos alemanes que huyeron o fueron expulsados de la prelatura en 1945 y se refugiaron en Alemania Occidental habían mantenido su propia identidad cultural. Para su propia comunidad eligieron vicarios capitulares en las personas de Ludwig Sebald Polzin (1953-1964) y Wilhelm Volkmann (1964-1972). Polzin, que se desempeñó como sacerdote en Rokitten (Rokitno) desde 1936, fue expulsado el 22 de junio de 1945. Varado en Berlín organizó el "Katholischer Flüchtlingsdienst" (Servicio Católico de Refugiados), que se ocupaba de los refugiados y expulsados indigentes. 
El cardenal August Hlond, arrogando su poder plenipotenciario papal especial para reorganizar el episcopado polaco, también nombró administradores apostólicos para las diócesis alemanas ahora bajo el dominio polaco. Aunque Hartz no había dimitido, Hlond nombró el 15 de agosto de 1945 a Edmund Nowicki (1900-1971) con efecto a partir del 1 de septiembre como administrador de la prelatura y la diócesis de Berlín al este del río Óder. Nowicki fue nombrado administrador de Cammin, Lebus y la prelatura Schneidemühl (en polaco: administrador Kamieński, Lubuski i Prałatury Pilskiej), con sede en Gorzów Wielkopolski (Landsberg upon Warthe). El gobierno polaco anticlerical de Bolesław Bierut depuso y desterró a Nowicki de la administración en 1951. Así lo reemplazó el vicario Tadeusz Załuczkowski, seguido por el vicario Zygmunt Szelążek en 1952.
Finalmente, en 1972 un acuerdo entre la Santa Sede y el gobierno polaco permitió redefinir las circunscripciones eclesiásticas polacas en la parte occidental del país. La prelatura de Schneidemühl fue así suprimida de facto con la bula Episcoporum Poloniae del 28 de junio de 1972 y su territorio se incorporó a las nuevas diócesis de Koszalin-Kołobrzeg y Gorzów.
Desde entonces, se han designado visitadores apostólicos para los feligreses de la prelatura de Schneidemühl que viven en Alemania, primero el prelado Paul Snowadzki desde 1972 a 1982 y luego el prelado Wolfgang Klemp desde 1982 a 1997. Posteriormente, Lothar Schlegel sirvió como visitador apostólico para los fieles alemanes de Danzig, Varmia y Schneidemühl. Schlegel se retiró el 4 de octubre de 2011 y un nuevo visitador apostólico no fue designado. A fines de 2016 todos los visitadores apostólicos fueron cancelados sin reemplazo.

## Estadísticas
Según el Anuario Pontificio 1971 la prelatura territorial tenía a fines de 1958 un total de 500 000 fieles bautizados.
| Año                                                                             | Población            | Población | Población      | Sacerdotes | Sacerdotes    | Sacerdotes    | Bautizados por sacerdote | Diáconos permanentes | Religiosos | Religiosos | Parroquias |
| Año                                                                             | Bautizados católicos | Total     | % de católicos | Total      | Clero secular | Clero regular | Bautizados por sacerdote | Diáconos permanentes | Varones    | Mujeres    | Parroquias |
| ------------------------------------------------------------------------------- | -------------------- | --------- | -------------- | ---------- | ------------- | ------------- | ------------------------ | -------------------- | ---------- | ---------- | ---------- |
| 1933                                                                            | 135 310              | 427 522   | 31.6           | 123        |               |               | 1100                     |                      |            |            | 74         |
| 1950                                                                            | 980 713              | 1 178 577 | 83.2           | 325        | 214           | 111           | 3017                     |                      |            | 311        | 242        |
| 1958                                                                            | 500 000              | 550 000   | 90.9           | 250        | 150           | 100           | 2000                     |                      |            |            | 100        |
| Fuente: Catholic-Hierarchy, que a su vez toma los datos del Anuario Pontificio. |                      |           |                |            |               |               |                          |                      |            |            |            |

## Episcopologio
Administradores apostólicos de Tütz
- Robert Weimann † (1 de mayo de 1923-10 de agosto de 1925 falleció)
- Maximilian Kaller † (1925-2 de septiembre de 1930 nombrado obispo de Varmia)

Prelados de Schneidemühl
- Franz Hartz † (21 de febrero de 1931[6]-15 de febrero de 1953 falleció)

Administradores de la prelatura de Schneidemühl
- Edmund Nowicki † (15 de agosto de 1945-1 de diciembre de 1956 nombrado obispo coadjutor de Gdansk)
- Teodor Bensch † (1 de diciembre de 1956-7 de enero de 1958 falleció)
- Wilhelm Pluta † (4 de julio de 1958-28 de junio de 1972 nombrado obispo de Gorzów)